# Betsy Devin
Betsy Devin (1958) è un'ex sciatrice alpina statunitense.

## Biografia
Specialista della discesa libera originaria di Seattle e sorella di Steve, a sua volta sciatore alpino, la Devin fece parte della nazionale statunitense negli anni 1970; nella stagione 1973-1974 in Can-Am Cup vinse la classifica di specialità e gareggiò anche in Coppa del Mondo, senza ottenere piazzamenti di rilievo. Non prese parte a rassegne olimpiche o iridate e dopo il ritiro partecipò al circuito universitario nordamericano (NCAA).

## Palmarès

### Can-Am Cup/Nor-Am Cup
- Vincitrice della classifica di discesa libera nel 1974[senza fonte]